# Remigio Ángel González
Remigio Ángel González González (Higueras, Nuevo León; 14 de junio de 1944) es un empresario mexicano nacionalizado guatemalteco, propietario y fundador de la red latinoamericana de medios Albavisión.

## Primeros años
Remigio Ángel González nació en Higueras, cerca de Monterrey, México, como el mayor de 5 hermanos de una familia de clase media conservadora. 
A los 17 años, y debido a la situación económica familiar, dejó sus estudios y viajó a Guatemala en compañía de sus tres hermanas. A su llegada, conoció a Genaro Delgado Parker, quien años más tarde sería director general de la naciente señal de Panamericana Televisión.

## Trayectoria empresarial
En la Ciudad de Guatemala fue comerciante y dueño en una tienda de electrodomésticos de varias marcas japonesas como Sanyo, Hitachi, Toshiba y Sony. En 1981, la tienda fue vendida a sus hermanas y decidió tener su propio negocio: distribuir contenidos extranjeros para ser emitidas por estaciones de televisión abierta en Centroamérica. Meses más tarde funda la empresa Prolasa, y a partir comenzó a distribuir contenidos estadounidenses de varias cadenas como NBC, CBS y ABC, e incluso llegó a distribuir contenidos de telenovelas de la mexicana Televisa y seriados de animé japonés para el mercado centroamericano. En 1988, debido a los cambios estratégicos de Televisa sobre sus producciones para comercializar de forma directa, rompió los acuerdos comerciales con Prolasa y se comienza a distribuir novelas venezolanas y brasileñas. 
En 1992, con el proceso de privatización de los canales 3, 5, 7, 11, y 13 que perteneció al Estado, Remigio adquiere los canales 3 y 7, formando la sociedad Telecentro (que hoy opera El Canal 3 y Televisiete con su respectiva programación). En ese mismo año, conoció al presidente saliente de Nicaragua y líder de la Revolución Sandinista, Daniel Ortega, quien perdió las elecciones en ese mismo año. Bajo este contexto, ambos fundaron junto con la empresa nicaragüense Nueva Imagen S. A. el Canal 4 con propaganda del Frente Sandinista de Liberación Nacional, para así llevarlo de vuelta al mandato en 2007 y con ello el canal quedaría en manos del gobierno.
En 1993 funda la sociedad TV Media Ltda. para el manejo de Telecentro, el cual posteriormente sería llamado como Albavisión en 2008, para dar homenaje a su esposa.
Durante los años 1990 y de los 2000, con la ayuda de sus hermanos, amigos y personalidades como sectores políticos de cualquier ideología, comenzó a adquirir a las estaciones de televisión a través de sociedades "testaferros" para adquirir los canales de forma legal, como si Remigio fuera otorgado una nacionalidad a otra.
Los canales que son propietarios de Albavisión tiene representantes locales, a pesar de las violaciones de los usos en espectro radioeléctrico.
En 1995, fue el responsable de la creación de Repretel (de los canales 6 y 11) agregando al Canal 4 en el 2000, y cada uno tiene su propia programación tanto en lo deportivo, generalista o infantil, inspirado del modelo de programación de Televisa. Además creó Central de Radios S.A., adquiriendo múltiples frecuencias radiofónicas de distintos formatos. Se le ha criticado por sospechas de querer manejar un monopolio mediático en Costa Rica, tanto en radio como televisión.
Uno de los polémicos casos fue la adquisición en 1999 a la cadena chilena Red Televisión por el 35,5 % de las acciones y que en el 2003 compró la señal completamente. También es propietario de la señal de Telecanal mediante una compleja estructura organizacional, lo cual ha sido cuestionado por el Consejo Nacional de Televisión de Chile.
Mientras que el 2000, compró al Grupo ATV al director general Marcelo Cúneo Lobbiano, debido a las deudas financieras de esta última empresa tras la renuncia del director y propietario del canal ATV, Julio Vera Gutiérrez y su consuegra María del Pilar Tello Leyva. 
En los años 2000, continuó con sus masivas compras de cadenas en el continente, adquiriendo a Paravisión de Paraguay y a Bolivisión de Bolivia siempre con el mismo "modus operandi" de venderles programación a empresas en mala situación económica o propietarios de canales que estaban desaparecidos o denunciados para luego cobrarse las deudas embargando el canal para quedarse con el control de este.
En 2007 Albavisión compró el Canal 9 de Argentina al empresario y periodista Daniel Hadad, el canal argentino fue vendido en 2020 por el sindicalista Víctor Santa María.    
Ya en sus últimos años, intentó comprar a canales como Gamavisión de Ecuador, pero luego adquirió el canal Antena Latina (hoy Antena 7 y Antena 21 y Antena 55 SUR ) de República Dominicana.
En abril de 2014 compró el Canal 11 de El Salvador, hecho que causó una guerra jurídica y mediática perpetrada por el resto de canales privados contra la emisora. Estas últimas sostenían que la asignación de la frecuencia 11 en la banda VHF era irregular. Albavisión luego compró el Canal 12 de El Salvador y realizó una fusión entre ambas estaciones, el cual dio origen a la Red Salvadoreña de Medios (RSM).
En 2014 ingresa a los medios gráficos. Su primera inversión fue comprar el 68% del paquete accionario de Grupo El Comercio de Ecuador, luego de comprarle todo el paquete accionario a la familia Mantilla.
En 2017, el empresario decide crear un nuevo concesionario para participar en la licitación a 148 estaciones de televisión que se llevaría a cabo en México en lo cual logró 12 concesiones para nuevas televisoras de carácter local. En diciembre se confirma su concesionamiento de las 12 estaciones en lo cual tendrá presencia en el sureste de México aunque para los próximos años se pueda expandir a varias ciudades en México con posibilidad de una nueva cadena nacional. Albavisión, de esta forma, agrupó a estas nuevas emisoras del sureste del país con el nombre de Telsusa. 
Para agosto de 2018, Remigio Ángel González poseía 35 canales de televisión, 114 emisoras de radio, tres cadenas de cines y dos empresas de periódicos en 11 países de Latinoamérica.

## Controversias
En 2016, apareció en la lista del llamado Panama Papers, ese mismo año junto con su esposa son acusados de participar en el acto de financiamiento ilícito de campaña política en Guatemala conocido como el Caso Cooptación del Estado en Guatemala junto con directivos de Canales 3 y 7 para la campaña del Partido Patriota. Este último generó dudas e incertidumbre acerca de la veracidad de las noticias mostradas a televisión abierta que apoyaban grupos corruptos y que vetaban partidos opositores. Después de descubrir el caso Remegio decide mostrar en sus canales clips de personas que confían en el noticiero y de los buenos proyectos que el presidente impulsa. Una fuente noticiosa asegura que González seduce a los políticos con financiamiento a cambio de manter la concesión de los canales además de apoyar y llevarlo a la presidencia, sin embargo los políticos que se oponen no tienen posibilidad de ganar, iniciando una campaña negra en su contra. Incluso los que no son políticos como el Jefe de la CICIG Iván Velásquez quién acusó a su esposa de financiamiento electoral ilícito, tiene una campaña de desinformación y desprestigio en su contra tanto en la televisión nacional como en las redes sociales, haciendo que la población se divida en dos grupos. En otros países también dudan acerca de la monopolización de la televisión abierta por Remegio González que es controlada por grupos políticos y no por los intereses del estado. 
En 2018 el Congreso de los Estados Unidos señaló a González por los escándalos de corrupción en Guatemala en el 2015 pidiendo una investigación más profunda acerca del caso al presidente Donald Trump argumentando que hubo violaciones de los Derechos Humanos en ese país.
En agosto de 2020 ganó el juicio que le permitió quedarse con el Canal 9 de Argentina, luego de un conflicto con su exabogado Carlos Lynch.

## Vida personal
González es conocido como El Fantasma debido a que si bien es el propietario de tantas televisoras en Latinoamérica nunca es visto físicamente en las sedes de estos canales, siendo el suyo un control a distancia mediante representantes locales. La sede principal de Albavisión está ubicada en Miami, Estados Unidos.
A mediados de los años 1980, se comprometió matrimonialmente con la hermana del futuro ministro de gobierno, Luis Rabbé. Pero tras la muerte de su futura novia, Rabbé se casaría con una de las hermanas de González.
En 1990 se casó con su actual esposa llamada Alba Elvira Lorenzana, nombre del cual toma su principal negocio, Albavisión.